# Сограсс (Флорида)
Сограсс (англ. Sawgrass) — переписна місцевість (CDP) в США, в окрузі Сент-Джонс штату Флорида. Населення — 5385 осіб (2020).

## Географія
Сограсс розташований за координатами 30°11′28″ пн. ш. 81°22′16″ зх. д. / 30.19111° пн. ш. 81.37111° зх. д. (30.191239, -81.371138).  За даними Бюро перепису населення США в 2010 році переписна місцевість мала площу 8,69 км², з яких 7,74 км² — суходіл та 0,96 км² — водойми.

## Демографія
Згідно з переписом 2010 року, у переписній місцевості мешкало 4880 осіб у 2416 домогосподарствах у складі 1504 родин. Густота населення становила 561 особа/км².  Було 3238 помешкань (372/км²).
Расовий склад населення:
| - 96,1 % — білих - 1,4 % — азіатів - 0,5 % — чорних або афроамериканців - 0,2 % — корінних американців |

До двох чи більше рас належало 1,3 %. Частка іспаномовних становила 2,6 % від усіх жителів.
За віковим діапазоном населення розподілялося таким чином: 13,7 % — особи молодші 18 років, 54,8 % — особи у віці 18—64 років, 31,5 % — особи у віці 65 років та старші. Медіана віку мешканця становила 55,7 року. На 100 осіб жіночої статі у переписній місцевості припадало 88,7 чоловіків;  на 100 жінок у віці від 18 років та старших — 84,7 чоловіків також старших 18 років.
Середній дохід на одне домашнє господарство  становив 120 157 доларів США (медіана — 75 197), а середній дохід на одну сім'ю — 150 686 доларів (медіана — 107 742). Медіана доходів становила 74 318 доларів для чоловіків та 52 935 доларів для жінок. За межею бідності перебувало 7,3 % осіб, у тому числі 0,0 % дітей у віці до 18 років та 7,0 % осіб у віці 65 років та старших.
Цивільне працевлаштоване населення становило 2220 осіб. Основні галузі зайнятості: фінанси, страхування та нерухомість — 29,1 %, освіта, охорона здоров'я та соціальна допомога — 17,8 %, науковці, спеціалісти, менеджери — 15,0 %, роздрібна торгівля — 12,8 %.